# Chomo Lönzo
Der Chomo Lönzo (auch Chomo Lonzo, Chomolonzo, Chomolönzo, Jomolönzo oder Lhamalangcho) ist ein Berg in Tibet nahe der Grenze zu Nepal, ca. 5 km nordöstlich des Makalu im Himalaya.
Der Chomo Lönzo hat drei deutlich ausgeprägte Gipfel: der südlichste ist mit einer Höhe von 7804 m der Hauptgipfel. Vom 7567 m hohen Mittelgipfel trennt ihn eine 7300 m hohe Scharte. Der nordwestliche Gipfel ist etwa 7200 m hoch.
Während von Nepal aus der Berg vom nahe gelegenen Makalu, dem fünfthöchsten Berg der Erde, überragt wird, bietet sich vom Kangshung-Tal in Tibet eine imposante Sicht auf den Chomo Lönzo. Die 3000 Meter hohe Nordostfront ist eine bis heute unbezwungene Herausforderung. Chomo Lönzo bedeutet so viel wie Vogelgöttin.
Der Berg wurde erstmals 1954 von den Franzosen Jean Couzy und Lionel Terray im Zuge der Erkundungsexpedition zum Makalu bestiegen. Sie erreichten den Gipfel über den sanft ansteigenden Südwestsattel des Sakietang La (7214 m), der den Chomo Lönzo vom Makalu trennt. Im Jahr darauf gelang den beiden außerdem die Erstbesteigung dieses Achttausenders.